# (26807) 1982 RK1
1982 أر كي 1 (ويعرف أيضًا باسم (26807) 1982 أر كي 1 وفق تسمية الكوكب الصغير) (بالإنجليزية: 1982 RK1)‏ هو كويكب ضمن حزام الكويكبات؛ وترتيبه 26807 من حيث الاكتشاف.
اكتُشف هذا الجُرم الفلكي بواسطة Antonín Mrkos ‏ في 14 سبتمبر 1982.

## وصلات خارجية
- (26807) 1982 RK1 في قاعدة بيانات مختبر الدفع النفاث لأجرام النظام الشمسي الصغيرة

- الاكتشاف · مخطط المدار ·  العناصر المدارية · المعلمات المادية

- (26807) 1982 RK1 على موقع ويكي سكاي: DSS2, SDSS, GALEX, IRAS, Hydrogen α, X-Ray, Astrophoto, Sky Map, Articles and images